# Fuling jiabing
El fuling jiabing, también conocido como fu ling bing y a veces traducido como pastel de peltandra, es un aperitivo tradicional de Pekín y parte integrante de la cultura local. Es similar a un panqueque y se hace con harina, azúcar y fuling (poria o Wolfiporia extensa) enrollado sobre frutos secos, miel y otros ingredientes. El fuling es un hongo medicinal chino originario de la provincia de Yunnan que se usa para librarse de la humedad del bazo. Los diferentes ingredientes que se añaden a los panqueques forman las distintas variedades de fuling jiabing. También pueden decorarse con dibujos y patrones.
Solía ser un aperitivo ligeros servido a la familia real o los funcionarios del gobierno en la dinastía Qing. Actualmente se ha convertido en un aperitivo típico de Pekín. Daoxiangchun (稻香村) es famosa por su fuling jiabing.